# Laurent Carnol
Laurent Carnol (ur. 17 października 1989 w Ettelbruck) – luksemburski pływak, specjalizujący się w stylu klasycznym.
Wystartował na igrzyskach olimpijskich w Pekinie (2008) na dystansie 200 metrów stylem klasycznym, zajmując 40. miejsce z czasem 2:15,87, a także w Londynie (2012) w wyścigu na 100 (26. miejsce z czasem 1:01,46) i 200 metrów żabką, gdzie był 15. z czasem 2:11,17. 
Jest trzykrotnym medalistą igrzysk małych państw Europy z Liechtensteinu (2011) na 100 i 200 metrów żabką oraz w sztafecie 4 × 100 m stylem zmiennym.
Carnol jest aktualnym rekordzistą Luksemburga na dystansach: 50, 100 i 200 metrów stylem klasycznym na długim oraz krótkim basenie, a także w sztafecie 4 × 100 m stylem zmiennym na długim basenie.